# Cornucopina bella
Cornucopina bella är en mossdjursart som först beskrevs av Busk 1884.  Cornucopina bella ingår i släktet Cornucopina och familjen Bugulidae. Utöver nominatformen finns också underarten C. b. aviculata.